# Rubén José Suñé

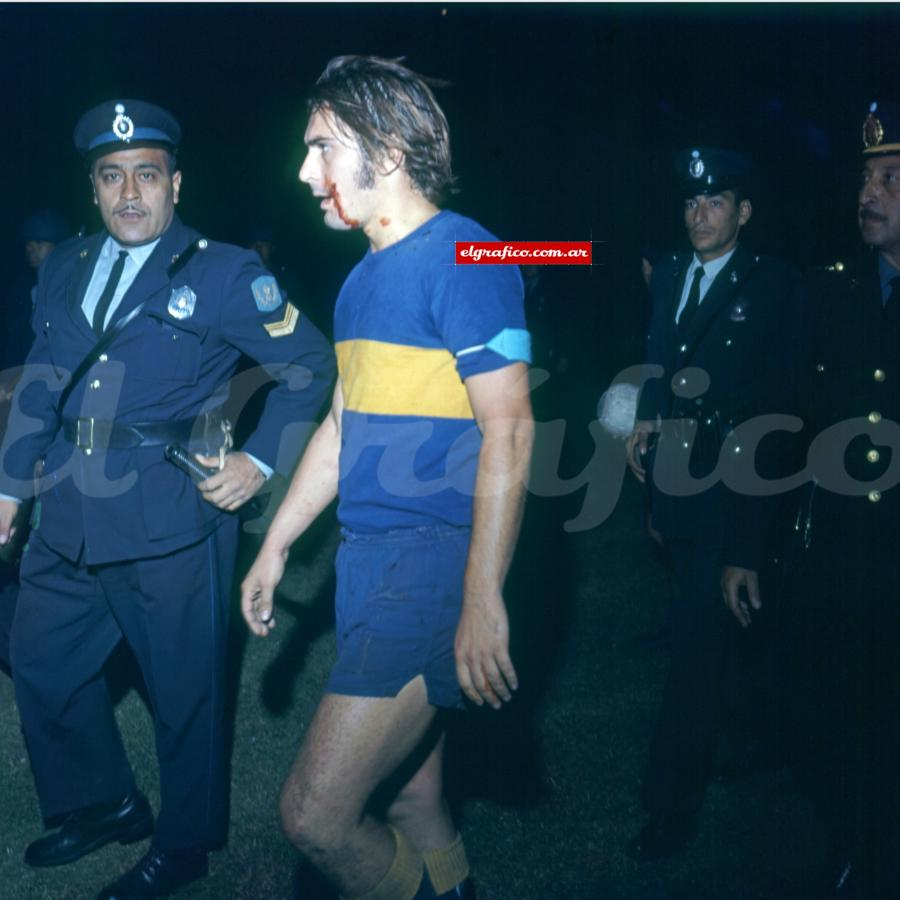
Suñé sagnant després d'un partit enfront Sporting Cristal de la Copa Libertadores de 1971.

Rubén José Suñé   (Buenos Aires, 7 de març de 1947 - Buenos Aires, 20 de juny de 2019) va ser un jugador de futbol argentí. Habitualment ocupava la posició de migcampista.

## Trajectòria
Format a les categories inferiors del Boca Juniors, Suñé debutà a primera divisió argentina l'any 1967, esdevenint amb el temps una peça clau de l'equip i capità. En la seva primera etapa defensant els colors de l'equip xeneize, Suñé guanyà la Copa Argentina de 1969, així com el Nacional de 1969 i 1970.
L'any 1973 marxà a Club Atlético Huracán, on jugà una temporada abans de passar a les files del Unión de Santa Fe per recalar finalment l'any 1976 a les files del Boca Juniors, on en una segona època més daurada que la primera, alçà el Nacional de 1976, el Metropolità de 1976, així com la Copa Libertadores de 1977 i 1978 i la Copa Intercontinental de 1977.
L'any 1981 disputà una última temporada abans de retirar-se al San Lorenzo de Almagro.

## Palmarès
- 1 Copa Intercontinental: 1977
- 2 Copa Libertadores: 1977 i 1978
- 4 Lliga argentina: Nacional 1969, Nacional 1970, Nacional 1976 i Metropolità 1976
- 1 Copa Argentina: 1969